# Zweibrücken Air Base

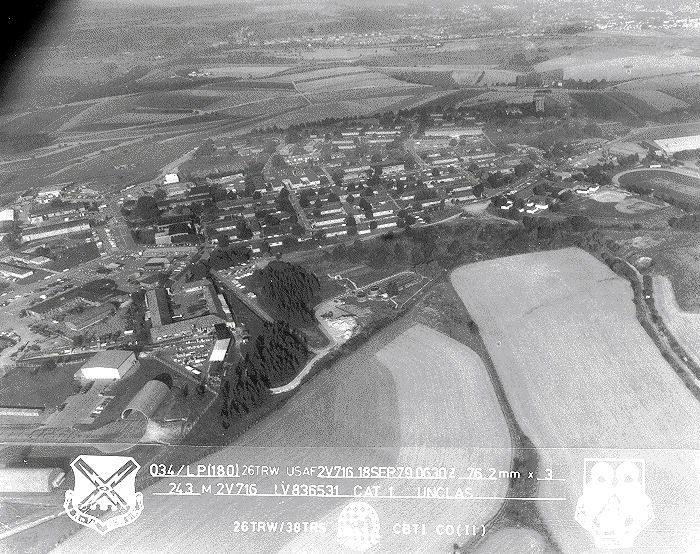
38th Tactical Reconnaissance Squadron RF-4C Luftbild der Zweibrücken Air Base, aufgenommen am 18. September 1979

Auf dem Gelände der ehemaligen Zweibrücken Air Base befindet sich heute der zivil genutzte Flugplatz Zweibrücken.

## Geschichte
Die Air Base Zweibrücken wurde zuerst von der Royal Canadian Air Force (RCAF) genutzt und dann 1969 an die United States Air Forces in Europe (USAFE) übergeben.
Der Bau der Luftwaffenbasis wurde von französischen Militäringenieuren und deutschen Bauunternehmen im Jahr 1950 auf einem Abschnitt des ehemaligen Westwall eingeleitet. Die zerstörten Überreste von einigen Bunkern der alten Wehranlagen sind heute noch erkennbar.
Bis Ende 1952 waren die Bautätigkeiten abgeschlossen. Finanziert wurde der Stützpunkt durch die USAF, jedoch ab dem 6. Januar 1953 der Kontrolle der RCAF unterstellt.

## Aktive Zeit der Air Base Zweibrücken
- 1. Canadian Air Division/Royal Canadian Air Force, 6. Januar 1953 – 29. August 1969
- United States Air Forces in Europe, 29. August 1969 – 31. Juli 1991

## Stationierte Einheiten
In Zweibrücken war die 26th TRW und die 38th TRS stationiert; bei beiden handelte es sich um reine Aufklärungseinheiten und nicht um Kampfverbände.
Zusätzlich zum fliegenden Personal waren noch einige andere Verbände in Zweibrücken stationiert.

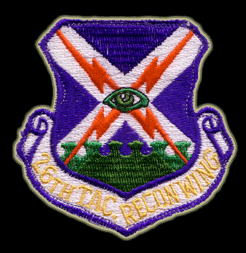
26th Tactical Reconnaissance Wing
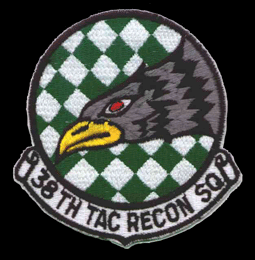
38th Tactical Reconnaissance Squadron
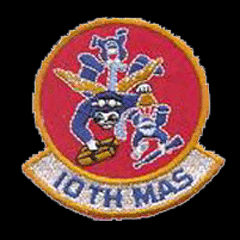
10th Military Airlift Squadron
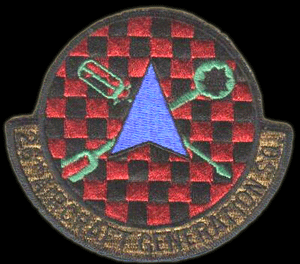
26th Aircraft Generation Squadron
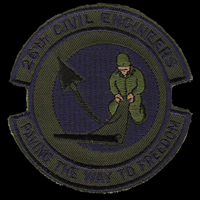
26th Civil Engineers Squadron
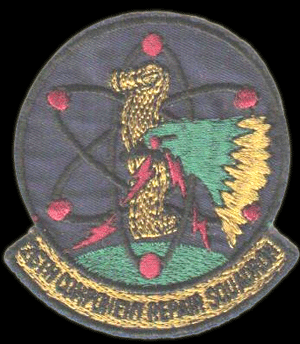
26th Component Repair Squadron
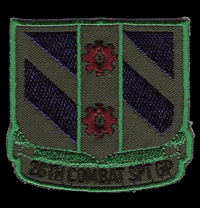
26th Combat Support Group
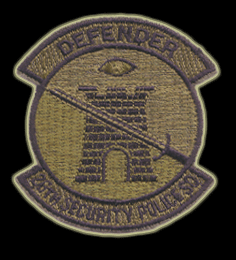
26th Security Police Squadron
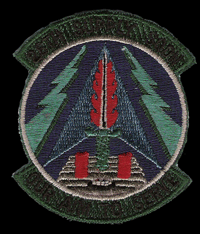
26th Supply Squadron
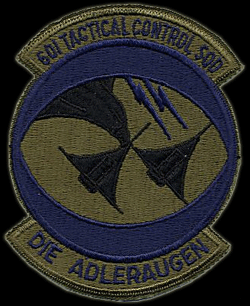
601st Tactical Control Squadron
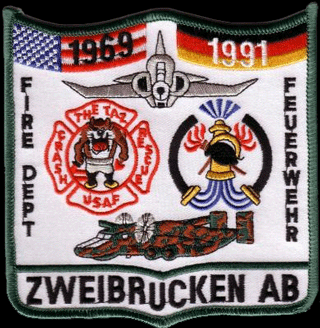
Feuerwehr Zweibrücken AFB

## Bilder

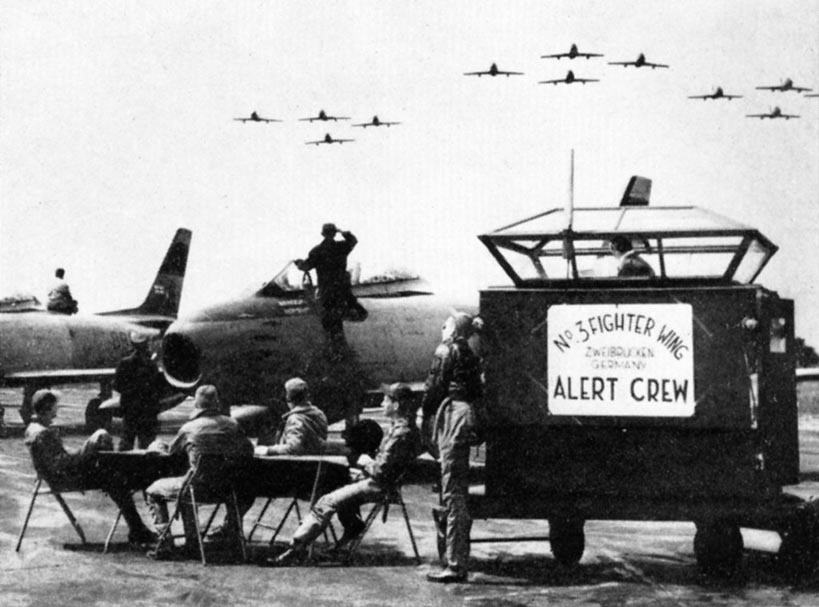
Alarmcrew auf der AFB Zweibrücken
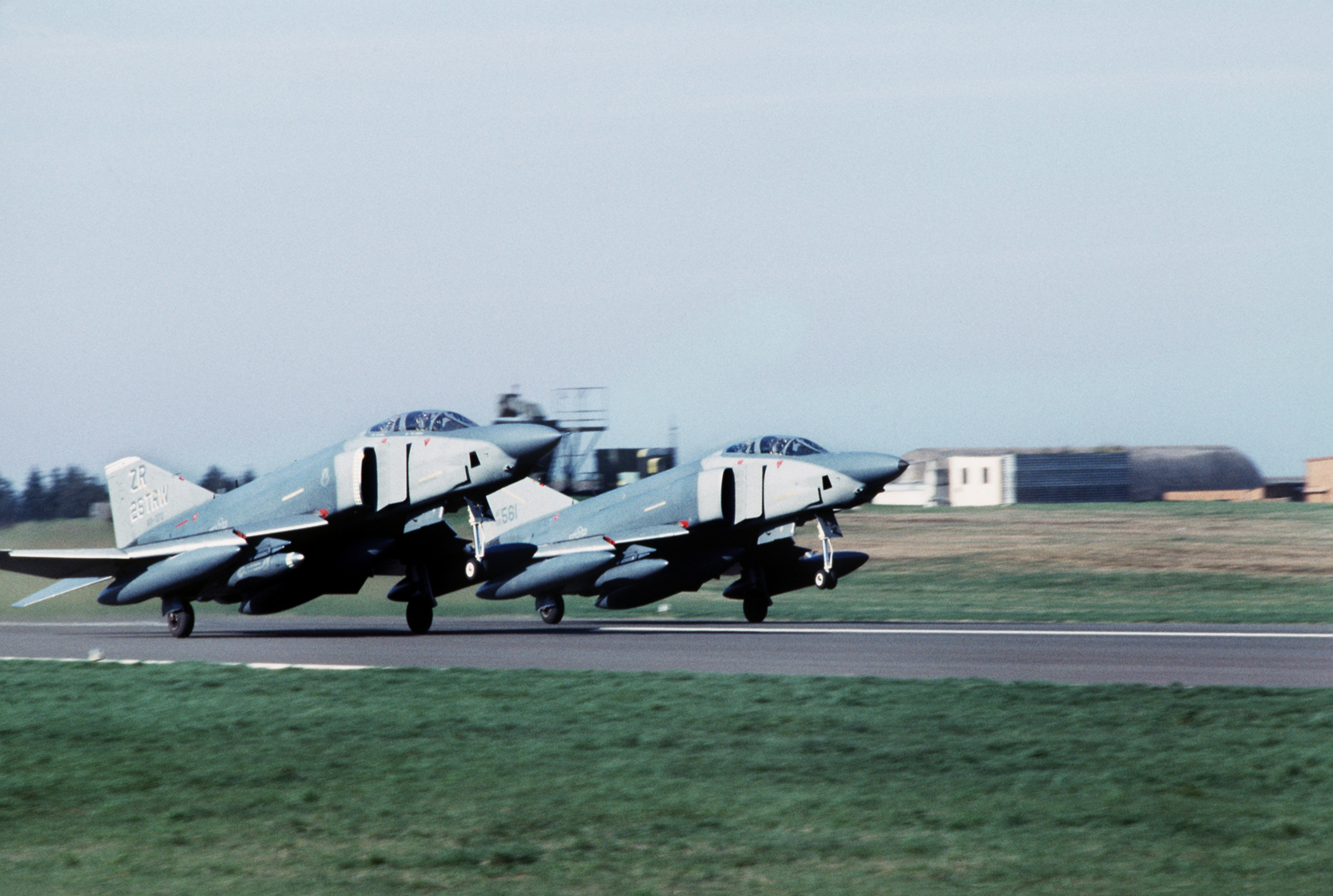
Die letzten RF-4Cs verlassen Zweibrücken am 12. April 1991
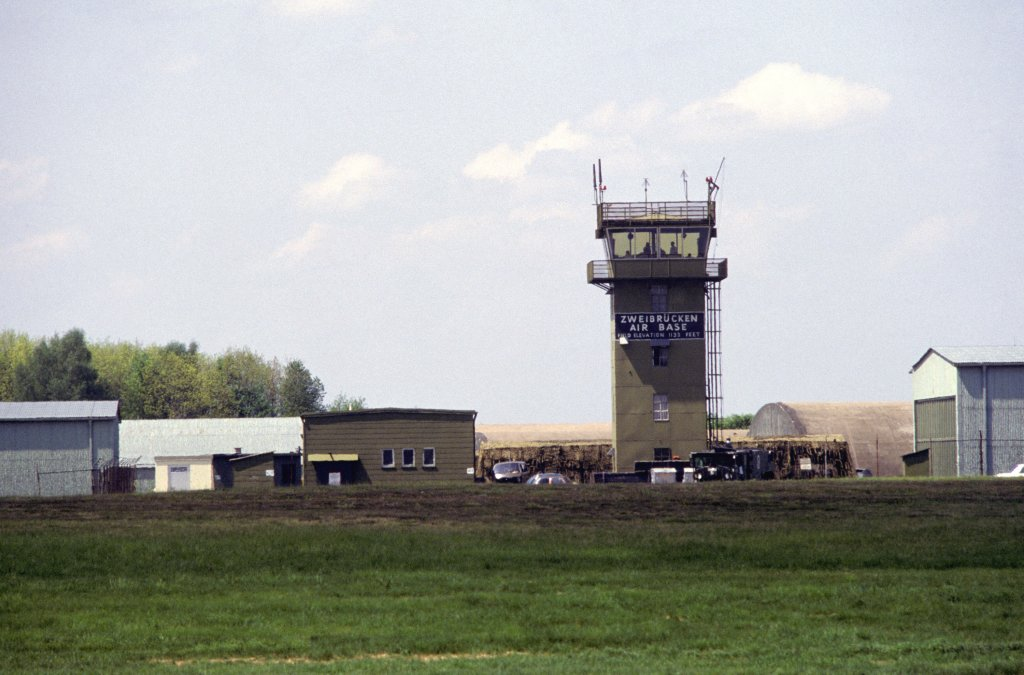
Flugtower Zweibrücken
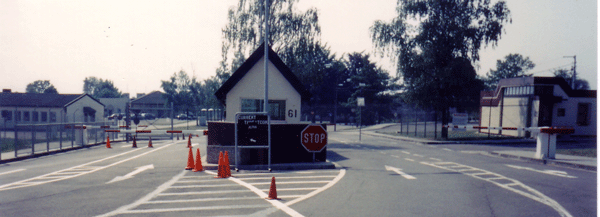
Alter Eingang zur AFB Zweibrücken

## Zwischenfälle

### Absturz einer F-4 Phantom in der Nähe von Zweibrücken
Am 6. November 1985 stürzte eine RF-4C Phantom der US Air Force mit dem Kennzeichen 69-0364 ZR ca. 20 km nordöstlich von Zweibrücken ab. Beide Insassen konnten sich mit dem Schleudersitz retten.

### Kollision zweier F-15
Am 6. Januar 1986 stießen über Zweibrücken zwei Maschinen des Typs F-15 Eagle zusammen. Ein Pilot starb, eine Maschine stürzte in einen Garten in Rimschweiler und erschlug einen Rentner, die andere Maschine ging in einem Wald nahe Bottenbach nieder. Fünf weitere Personen wurden verletzt.

### Absturz einer F-4 aus Zweibrücken in der Nähe von Kaiserslautern
Am 18. Februar 1988 stürzte eine RF-4C Phantom mit dem Kennzeichen 68-0563 ZR bei Iggelbach, 17 km südöstlich von Kaiserslautern ab. Die Besatzung (C. D. Finney und S. N. Kohler) konnte sich per Schleudersitz retten.

### Absturz einer F-4 aus Zweibrücken
Am 15. Mai 1990 stürzte die RF-4C Phantom (Kennzeichen 72-0151) nach Versagen der Steuerung über der Landebahn ab. Die Besatzung (D. S. Irons und J. A. Moore) konnte sich per Schleudersitz retten.

## Verbleib der Flugzeuge
| Nummer           | Verbleib                                                                                           |
| ---------------- | -------------------------------------------------------------------------------------------------- |
| 63-7583 F-4C     | Museum Hermeskeil                                                                                  |
| 64-1001 ZR RF-4C | an Südkorea November 1990                                                                          |
| 67-0469 ZR RF-4C | umgebaut zu einer QRF-4C                                                                           |
| 68-0555 ZR RF-4C | umgebaut zu einer QRF-4C; abgeschossen 1. April 1997                                               |
| 68-0558 ZR RF-4C | Abgestürzt am 30. Januar 1975 Beltersrot (bei Schwäbisch Hall)                                     |
| 68-0560 ZR RF-4C | Abgestürzt am 27. April 1979 in Yorkshire, England                                                 |
| 68-0562 ZR RF-4C | umgebaut zu einer QRF-4C                                                                           |
| 68‑0563 ZR RF-4C | Abgestürzt am 18. Februar 1988                                                                     |
| 68-0564 ZR RF-4C | umgebaut zu einer QRF-4C; abgeschossen 25. März 1998                                               |
| 68-0566 ZR RF-4C | Abgestürzt 28. März 1979 Süd-Schottland                                                            |
| 68-0567 ZR RF-4C | umgebaut zu einer QRF-4C                                                                           |
| 68-0568 ZR RF-4C | umgebaut zu einer QRF-4C                                                                           |
| 68-0570 ZR RF-4C | Ausgestellt Austin, Texas                                                                          |
| 68-0571 ZR RF-4C | umgebaut zu einer QRF-4C                                                                           |
| 68-0580 ZR RF-4C | umgebaut zu einer QRF-4C Juni 2011; abgeschossen 12. Mai 2015                                      |
| 68-0587 RF-4C    | Museum Hermeskeil                                                                                  |
| 68-0588 ZR RF-4C | Verunglückt 16. Mai 1977                                                                           |
| 68-0589 ZR RF-4C | Eingesetzt im Golf-Krieg 1991. Danach umgebaut zu einer QRF-4C Juni 2011; abgeschossen 7. Mai 2015 |
| 68-0595 ZR RF-4C | AMARC, FP170                                                                                       |
| 68-0596 ZR RF-4C | AMARC, FP171                                                                                       |
| 68-0599 ZR RF-4C | umgebaut zu einer QRF-4C April 2012, letzte QRF-4C                                                 |
| 68-0602 ZR RF-4C | AMARC, FP172                                                                                       |
| 68-0609 ZR RF-4C | umgebaut zu einer QRF-4C April 2012                                                                |
| 69-0350 ZR RF-4C | Ausgestellt Boise, Idaho                                                                           |
| 69-0356 ZR RF-4C | umgebaut zu einer QRF-4C                                                                           |
| 69-0361 ZR RF-4C | AMARC, FP329                                                                                       |
| 69‑0364 ZR RF-4C | Abgestürzt am 6. November 1985                                                                     |
| 69-0365 ZR RF-4C | AMARC, FP248                                                                                       |
| 69-0366 ZR RF-4C | an Südkorea im Dezember 1989                                                                       |
| 69-0367 ZR RF-4C | Ausgestellt Goodfellow AFB, Texas                                                                  |
| 69-0368 ZR RF-4C | AMARC, FP342                                                                                       |
| 69-0369 ZR RF-4C | umgebaut zu einer QRF-4C                                                                           |
| 69-0370 ZR RF-4C | umgebaut zu einer QRF-4C Juni 2011; abgeschossen 21. August 2014                                   |
| 69-0371 ZR RF-4C | Abgestürzt am 1. Juli 1986 bei Leimen (Pirmasens)                                                  |
| 69-0372 ZR RF-4C | Ausgestellt Hampton, Virginia                                                                      |
| 69-0373 ZR RF-4C | Abgestürzt am 18. August 1983 Karup AB, Dänemark                                                   |
| 69-0374 ZR RF-4C | AMARC, FP330                                                                                       |
| 69‑0381 ZR RF-4C | Abgestürzt am 22. September 1987                                                                   |
| 71-0254 ZR RF-4C | AMARC, FP800                                                                                       |
| 72-0146 ZR RF-4C | Abgestürzt im Juli 1986, Meer bei Wales                                                            |
| 72-0151 ZR RF-4C | Abgestürzt am 15. Mai 1990 nahe Zweibrücken                                                        |
| 72-0153 ZR RF-4C | AMARC, FP822                                                                                       |

## Eisstadion
Auf dem Gelände der Air Base entstand 1955 ein Eisstadion, welches nach dem Initiator Peter Cunningham Memorial Arena genannt wird. Das Stadion war anfangs Spielstätte der Royal Canadian Air Force Flyers, einer Eishockeymannschaft der kanadischen Soldaten vor Ort. Heute ist er Spielstätte des EHC Zweibrücken Hornets und mehrerer Hobbymannschaften.